# Человек — швейцарский нож
«Человек — швейцарский нож» (англ. Swiss Army Man) — трагикомедия 2016 года режиссёров Дэниела Шайнерта и Дэниела Квана. Впервые фильм был показан на кинофестивале «Сандэнс» 22 января 2016, где получил приз за лучшую режиссуру драматического фильма.

## Сюжет
Главный герой Хэнк оказался в одиночестве на необитаемом острове. Находясь на грани самоубийства, он находит мёртвое тело. Вскоре оказывается, что тело производит огромное количество газов, и Хэнк, оседлав труп, едет на нём как на аквабайке, но падает с него и теряет сознание. Просыпается он на другом берегу. Найдя своего покойного помощника, Хэнк решает взять его с собой.
Вскоре Хэнк обнаруживает у трупа странные и разнообразные особенности, будто у швейцарского армейского складного ножа — тот извергает изо рта питьевую воду, может стрелять изо рта предметами, высекать искры пальцами, указывать пенисом направление словно компасом, но главное, тот может говорить. Оказывается, покойника зовут Мэнни, но он ничего не помнит о своей жизни. Хэнк начинает объяснять основные понятия вроде «дом», «счастье», «люди» и прочее. Мэнни видит фотографию девушки Сары на мобильном телефоне и начинает считать, что он с ней встречался раньше и он её любит. Он обещает помочь Хэнку, если тот, в свою очередь, поможет ему вспомнить её.
Для большей наглядности Хэнк строит из мусора разнообразные структуры, имитирующие обычные вещи вроде кафе, автобуса, кинотеатра и даже наряжается в девушку и моделирует с Мэнни первую встречу с девушкой, знакомство, свидание, вечеринки и прочее.
После этого ребята продолжают своё путешествие, пока Мэнни не узнаёт, что девушка на телефоне — попутчица Хэнка в автобусе, которую тот видел каждый день, но не решался заговорить, следя за ней через соцсети, а у той счастливая семья, муж и маленькая дочь.
На Хэнка и его друга нападает медведь, но Мэнни не хочет жить и не помогает Хэнку отбиться, и того ранят. Вдруг Мэнни находит в себе силы шевелиться и спасает друга. А потом на своих плечах доносит товарища до дома Сары, чтобы тот мог наконец заговорить с ней.
Сара вызывает полицию и врачей на помощь раненому Хэнку. Но полицейские обнаруживают на его телефоне ту самую фотографию Сары, что вызывает у неё подозрения. Хэнк в панике сбегает в лес с Мэнни, потому что не хочет, чтобы его друга похоронили в безымянной могиле, а Сара с мужем, полиция, прибывший отец Хэнка и репортёры следуют за ними до берега океана. Там они видят, как Хэнк разговаривает с трупом, и все решают, что парень сошёл с ума. Но неожиданно у покойного снова начинают выделяться газы, и после прощания с Хэнком тот уходит вдаль быстрой кометой на своей тяге метеоризма.

## В ролях
| Актёр                 | Роль       |
| --------------------- | ---------- |
| Пол Дано              | Хэнк       |
| Дэниел Рэдклифф       | Мэнни      |
| Мэри Элизабет Уинстэд | Сара       |
| Тимоти Юлих           | Престон    |
| Ричард Гросс          | отец Хэнка |

## Прокат
Фильм вышел в ограниченный прокат в США 24 июня 2016 года, в России — 30 июня 2016 года, в Канаде — 1 июля 2016 года, в Новой Зеландии — 25 августа 2016 года. В широкий прокат в Бразилии фильм вышел 1 июля 2016 года, в Эстонии — 12 августа 2016 года, в Австрии и Норвегии — 14 октября 2016 года, в Японии — 22 сентября 2017 года.

## Отзывы
Фильм получил смешанные и положительные отзывы кинокритиков. На сайте Rotten Tomatoes у фильма 69 % положительных рецензий из 172. На Metacritic — 64 балла из 100 на основе 36 рецензий.

## Награды и номинации
- 2016 — приз за режиссуру драматического фильма на кинофестивале «Сандэнс» (Дэниел Шайнерт, Дэниел Кван).
- 2016 — два приза Каталонского кинофестиваля в Сиджесе: лучший фильм (Дэниел Шайнерт, Дэниел Кван), лучший актёр (Дэниел Рэдклифф).
- 2016 — три приза Фестиваля фантастического кино в Невшателе: приз международной критики, приз зрительских симпатий (оба — Дэниел Шайнерт, Дэниел Кван), приз «Воображение будущего» (Джейсон Кисварди за работу художника-постановщика).
- 2016 — две номинации на премию «Готэм»: премия за режиссёрский прорыв (Дэниел Шайнерт, Дэниел Кван), приз зрительских симпатий.
- 2017 — две номинации на премию «Независимый дух»: лучший дебютный фильм (Дэниел Шайнерт, Дэниел Кван), лучший монтаж (Мэттью Ханнам).